# Chicago Pile-3
Chicago Pile-3 (CP-3) a été le premier réacteur à eau lourde au monde. L’un des premiers réacteurs de recherche, il a été construit en 1943 sur le site A, un centre de recherche situé à une dizaine de miles de la ville de Chicago. Rejoignant le CP-1/CP-2, il devint critique pour la première fois le 15 mai 1944 et fut d’abord utilisé dans les travaux de physique expérimentale du Metallurgical Laboratory pour le projet Manhattan. Après la fin de sa vie utile à la recherche, il a été désactivé en 1954.
Le CP-3 était initialement alimenté à l’uranium naturel et utilisait de l’eau lourde comme modérateur de neutrons. En janvier 1950, le réacteur a été démantelé en raison d’une suspicion de corrosion du revêtement en aluminium qui entourait les barres de contrôle. Le réacteur a été reconstruit et rebaptisé CP-3′ (CP-3 prime). Il a été redémarré en mai 1950 et a fonctionné jusqu’en 1954. Le réacteur a été autorisé à fonctionner jusqu’à 300 kilowatts. Les deux versions du réacteur ont été utilisées pour étudier la physique, séparer les produits de fission, récupérer le tritium du lithium irradié et étudier le métabolisme des radionucléides chez les animaux de laboratoire.
Après le démantèlement du réacteur, le combustible et l’eau lourde ont été expédiés au laboratoire national d'Oak Ridge. Les tuyaux, les vannes et les débris de construction ont été placés dans l’enceinte de confinement du réacteur, qui a ensuite été remplie de béton. L'enceinte de 730 tonnes a été enterrée sur le site dans une fosse de 40 pieds (12 m) de profondeur. Le site se trouve dans les réserves forestières de Palos (en), qui font partie du système de réserves forestières du comté de Cook. Un monument historique commémore le site du CP-3 et de son réacteur jumeau CP-1/CP-2.